# Dasychira plagiata
The Northern Pine Tussock or Northern Conifer Tussock (Dasychira plagiata) là một loài bướm đêm thuộc họ Erebidae. Nó được tìm thấy ở Newfoundland, from Labrador to Alberta, in Massachusetts, New York và North Carolina.
Sải cánh dài khoảng 35 mm. The moths are on wing từ tháng 6 đến tháng 8 tùy theo địa điểm.
Ấu trùng ăn Picea glauca, Picea mariana, Picea rubens, Abies balsamea, Abies fraseri, Tsuga canadensis, Pinus và Larix species.